# Lucia Popp

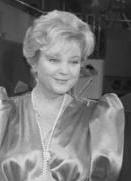
Lucia Popp

Lucia Poppová, beter bekend als Lucia Popp (Záhorská Ves, 12 november 1939 - München, 16 november 1993), was een Slowaakse (voorheen Tsjechoslowaakse) sopraan.
Zij werd geboren in Záhorská Ves, dat toen in Tsjechoslowakije lag, tegenwoordig in Slowakije. Zij was voornemens in Bratislava drama te studeren, maar volgde aam het conservatorium aldaar zangles als mezzosopraan. Ze debuteerde als coloratuursopraan in de rol van Königin der Nacht in Mozarts Zauberflöte. In 1963 werd ze vervolgens door Herbert von Karajan uitgenodigd zich aan te sluiten bij de Wiener Staatsoper, waar ze Barbarina zong in Le nozze di Figaro. Popp bleef een sterke band houden met de Weense Staatsopera, en zou in 1979 benoemd worden tot "Kammersängerin". In 1981 zong ze de hoofdrol in een toonaangevende opname van Het sluwe vosje van Leoš Janáček met de Wiener Philharmoniker onder Sir Charles Mackerras.
In de jaren zestig zong ze onder andere in Royal Opera House Un ballo in maschera van Giuseppe Verdi; en in de Metropolitan Opera opnieuw Königin der Nacht in Die Zauberflöte. Vanaf de jaren tachtig zong ze wat zwaardere rollen, Eva in Die Meistersinger von Nürnberg (Richard Wagner); Zdenka en Arabella in Arabella (Richard Strauss); Susanna en Gravin Almaviva in Le nozze di Figaro; Donna Elvira en later Donna Anna in Don Giovanni (Mozart); Adele en Rosalinde in Die Fledermaus van Johann Strauss.
Lucia Popp zong onder zowat alle grote dirigenten van haar generatie, behalve de genoemden ook onder Josef Krips, Leonard Bernstein en Otto Klemperer.
Lucia Popp was driemaal gehuwd, eerst met de Hongaarse pianist en dirigent György Fischer, daarna met Peter Jonas, artistiek directeur van het Chicago Symphony Orchestra, en haar derde echtgenoot was de Duitse tenor Peter Seiffert. Zij overleed in 1993 aan een hersentumor en werd begraven op begraafplaats Slávičie údolie.
- Bibsys: 1024217
- Biblioteca Nacional de España: XX858967
- Bibliothèque nationale de France: cb13898610q (data)
- CiNii: DA04096602
- Gemeinsame Normdatei: 122068165
- International Standard Name Identifier: 0000 0001 1884 2087
- Library of Congress Control Number: n81082516
- Nationale Bibliotheek van Letland: 000101190
- MusicBrainz: 78fb5470-e2e6-4c56-9d0d-692152c351d4
- Nationale Bibliotheek van Tsjechië: xx0029682
- Nationale bibliotheek van Australië: 36549055
- Nationale Bibliotheek van Israël: 987007277606605171
- Nationale Bibliotheek van Polen: a0000002409558
- Nationale en Universitaire bibliotheek Zagreb: 000069427
- Nederlandse Thesaurus van Auteursnamen: 112399975
- Réseau des bibliothèques de Suisse occidentale: 02-A003705424
- Istituto Centrale per il Catalogo Unico: RAVV091714
- LIBRIS: 343615
- SNAC: w6805p9h
- Système universitaire de documentation: 07022224X
- Trove: 1286310
- Virtual International Authority File: 22328398
- WorldCat: E39PBJkHrt846C496CwYpk9xDq